# Fantje iz gline
Fantje iz gline je delo Janje Vidmar, v katerem poglobljeno obravnava problem drugačne spolne usmerjenosti.
Delo je izšlo v Zbirki Odisej.

## Vsebina
Gimnazijska sošolca Ajk in Mali nimata veliko skupnega – eden je mišičast športnik, drzni lomilec dekliških src, ki mu šolske obveznosti ne pomenijo veliko, drugi pa je umetniška duša, netekmovalen in zelo razumevajoč. Ko se Ajk zaplete v spor s profesorjem umetnosti, Ajkovo dekle prosi Malega za pomoč pri pisanju raziskovalne naloge o Michelangelovem Davidu. Sodelovanje otežuje Ajkov trmasti odpor do umetnosti in čudaškega sošolca, pa tudi homofobna namigovanja okolice, ki prerastejo v govorice, ki jih ni mogoče ovreči brez trdnih dokazov. Slej ko prej se morajo vsi vpleteni vprašati, kaj hočejo od življenja in kako bodo to dosegli, ne da bi lagali sebi in svojim najbližjim. 

## Odlomki iz knjige
Glina je prispodoba človekove notranjosti. Na začetku je vsak od nas brezoblična kepa, prepuščena na milost in nemilost rokam, skozi katere polzi. Vendar le, dokler njena površina ne otrdi. Takrat ne moremo več posegati vanjo, ne da bi pri tem tvegali črepinje. Glina postane močna in trda. A le navzven, navznoter ostaja krhka in ranljiva kot človeška duša. (...) Kdo sem? Glinen kipec? 
Ne da nočem bit gay. Prezajebanopreprosto nisem.

## Ocene in nagrade
Knjiga Fantje iz gline je bila nominirana za nagrado Večernica 2005.
Prvi ljubezenski roman o istospolni ljubezni, Fantje iz gline (2005), Janje Vidmar, lomi še eno tabujsko temo v mladinski književnosti. Dve vzporedni zgodbi dveh literarnih likov, Ajka in Malega, dokazujeta, kako relativno je življenje. Morebiti res ni nič tako, kot zgleda na prvi pogled. (Doc. dr. Dragica Haramija)
Janja Vidmar je mojstrica literarne provokacije. V domišljijskem zrcalu romana zna pokazati tudi temne, neprijetne, celo grozljive podobe mladosti. (dr. Igor Saksida)